# 岩田光央
岩田光央（日语：／ Iwata Mitsuo，1967年7月31日—），日本男性配音員、演員。出身於埼玉縣所澤市。身高165cm。A型血。前妻為同樣也是聲優的愛河里花子。青二Production所屬。

## 簡介
- 小時候隸屬於Group知更鳥（日语：グループこまどり）劇團，後轉屬大澤事務所，2014年4月1日至2019年5月31日為Across Entertainment的成員。2019年6月1日加入青二Production[6]。
- 2013年3月1日，榮獲第7屆聲優Award最佳主持奬[7]。
- 2025年3月29日，宣佈已與愛河里花子離婚。

### 人物
暱稱「大哥（兄貴／）」。其暱稱來自曾在1996年的原作漫畫改編OVA《我的真理美眉》飾演女主角雁狩麻里的哥哥，與1992年發行的遊戲《超兄貴SHOW》中擔任角色的配音，再加上後輩及廣播節目的聽眾對他產生有如大哥般的仰慕而來的。
喜歡的車子種類是寶馬迷你。原因是好友漫畫家藤島康介的推薦。

## 演出作品
粗體字表示說明飾演的主要角色。

### 電視動畫
1983年
- 青少棒揚威記（淺間）

1986年
- 青春動畫全集（作次）

1987年
- 超能力魔美（木村）

1990年
- 幸福的三丁目（日语：三丁目の夕日）（星野六郎、岡本次郎 等）
- 美味大挑戰（上田）
- 魔法天使甜蜜薄荷（馬龍、羅貝爾）

1993年
- 無責任艦長（小次郎）

1994年
- DNA²（染屋垣麿）

1995年
- 黃金小子（大江錦太郎）

1996年
- 玩偶遊戲（田中老師、蘇西）

1998年
- 頭文字D（武內樹）
- 我的女神小不隆冬便利多多（老鼠阿岩〈岩ちゃん〉）
- 名偵探柯南（大谷薰）
- 時空偵探（格拉）

2000年
- 深藍救兵（米高・威特、樺本達也、保爾古）
- 櫻花大戰TV版（森田）

2001年
- 地球防衛家族（早川哲也）
- 棋魂（倉田厚）
- 小小雪精灵（文森）

2002年
- 星空的邂逅（間雲漂介）
- 魔法咪路咪路（院長）

2003年
- 蠟筆小新（直次郎）
- 最後流亡（山姆·諾克斯、觀測人員）

2004年
- 犬夜叉（朱雀）
- 老師的時間（大叔〈中村元〉）
- 怪醫黑傑克（金剛、徒弟）

2005年
- 灼眼的夏娜（「蹂躙的爪牙」馬可西亞斯）
- 魔兵傳奇（約翰·必奇）
- 槍與劍（布區）

2006年
- 幸運女神─各自的羽翼（老鼠）
- Keroro軍曹（孩子王星人）
- 驅魔少年（亞歷斯特·柯洛利三世）
- 妖逆門（華院重馬）
- 光之美少女Splash Star（土之魔）
- 妖怪人間貝姆（インプ）

2007年
- 月面兔兵器米娜（加藤D）
- 鬼面騎士（サークス03）
- 旋風管家（姬神茜）
- 萌單（親父、衛兵隊長、製作人B）

2008年
- 我們這一家（三郎）
- 名偵探柯南（楠田陸道）
- 狂亂家族日記（米開朗基羅）
- 怪怪怪的鬼太郎第5期（縊鬼）

2009年
- 空中鞦韆（岩村義雄）
- 名偵探柯南（周藤豪貴）

2010年
- 戰鬥陀螺 鋼鐵奇兵 爆（巴西DJ）
- 妖怪少爺（雲外鏡）
- 我的妹妹哪有這麼可愛！（柯梅特）

2011年
- 召喚惡魔（星史）
- 美食獵人TORIKO（薩尼）
- 日常（13號士兵）

2012年
- 女王之刃 叛亂（貝魯菲）

2013年
- 我的妹妹哪有這麼可愛。（柯梅特）
- 眼鏡部！（田中安東尼奧）
- KILL la KILL（袋田隆治）

2014年
- 魔法少女大戰（登呂）
- 電波少女與錢仙大人（吉祥物）
- SHIROBAKO（稻浪、富谷）
- 我，要成為雙馬尾（罪惡貓頭鷹）
- 境界觸發者（3笨蛋1號、當真勇）

2015年
- SHIROBAKO（男主持）
- 聖劍使的禁咒詠唱（親衛隊長）
- 溫泉幼精小箱根（箱根貓、乘客B）
- 龙珠超（象帕）
- 境界觸發者（當真勇）
- 夜晚的小雙俠（桑比）

2016年
- 魔法護士小麥R（江戶怪人）
- Dimension W －第四次元－（強尼·沃恩）
- 宇宙巡警露露子（刑事）
- 爆音少女！！（恩紗的父親[8]）
- 在下坂本，有何貴幹？（深瀨）
- 至高指令（百鬼百太郎）
- 時間旅行少女～真理、和花與8名科學家～（瀨古田滿男）
- 齊木楠雄的災難（齊木國春）
- 數碼寶貝宇宙 應用怪獸（メッセモン）
- 3月的獅子（安井學）

2017年
- 月色真美（水野洋）
- 奇諾之旅 -the Beautiful World- the Animated Series（父）
- 咕嚕咕嚕魔法陣（德瑪）

2018年
- 霸穹 封神演義（飛刀）
- 美男高校地球防衛部HAPPY KISS!（尾地井三太）
- 遊戲3人娘（嬰兒）
- 茜色少女（努努魯斯）
- 寄宿學校的茱麗葉（騷擾狂大叔）

2019年
- POP TEAM EPIC 電視特別節目（克蘇魯）
- 川柳少女（雪白吉彥）
- 毛球權次郎（歐布里塔）
- 鬼滅之刃（烏龍麵店的店主）
- BEM（敵人B、感電男[9]）
- 星光頻道（モシダ）
- 屁屁偵探（東·華頓）

2020年
- 怪怪怪的鬼太郎第6期（海螺鬼）
- 闇影詩章（田部丘馬塞爾）
- 咒術迴戰（伊地知潔高）
- 勇者鬥惡龍 達伊的大冒險（薩波耶拉）

2021年
- 境界觸發者 2nd season（當真勇）
- 數碼寶貝大冒險：（梅菲斯獸）
- 王者天下3（巴繆）
- EDENS ZERO 伊甸星原（莫蘇叩·威爾薩零）
- 蓋特機器人ARC（伊賀利隊長、Basilisk將軍）
- 数码宝贝幽灵游戏（时钟兽）
- 境界觸發者 3rd season（當真勇）

2022年
- 王者天下4（巴繆）
- 名偵探柯南（日塚順哉）
- 惑星公主蜥蜴騎士（里·索雷優）
- Lycoris Recoil 莉可麗絲（虎杖）
- POP TEAM EPIC 第2期（克蘇魯、克蘇夫、兔子）
- 聖劍傳說 Legend of Mana -The Teardrop Crystal-（竹籃魚）
- 點滿農民相關技能後，不知為何就變強了。（布利陀羅）
- 闇影詩章F（田部丘馬塞爾）

2023年
- EDENS ZERO 伊甸星原 第2期（莫蘇叩·威爾薩零[10]）
- 逃走中 THE GREAT MISSION（福德·揚格）
- 魔法使的新娘 SEASON2（西緬）
- 黑暗集會（腦幹靈、靈）
- 咒術迴戰 懷玉·玉折 / 澀谷事變（伊地知潔高）
- 死神少爺與黑女僕 第2期（弗利[11]）
- MF GHOST 燃油車鬥魂（武內樹）

2024年
- 佐佐木與文鳥小嗶（馬克[12]）
- 死神少爺與黑女僕 第3期（弗利）
- 成為名留歷史的壞女人吧（史密斯·內維爾）
- MF GHOST 燃油車鬥魂 第2期（武內樹[13]）
- 最狂輔助職業【話術士】世界最強戰團聽我號令（米凱爾）

2025年
- WITCH WATCH 魔女守護者（猿渡）
- 隨興旅 -That's Journey-（男艺人、松尾芭蕉、老爺爺、接待叔叔）

### OVA
1986年
- 風神戰士（日语：アウトランダーズ） - 哲也

1995年
- 黃金小子 - 大江錦太郎

### 電影動畫
- 阿基拉（金田正太郎）
- 頭文字D Third Stage（武内樹）
- 盜夢偵探（津村保志）
- 動物之森劇場版（勝平）
- 名偵探柯南：偵探們的鎮魂歌（無家可歸的卡茲）
- 棒球大聯盟劇場版 友情的一球（麥克斯）
- 蠟筆小新：我和我的宇宙公主（烏拉納史賓）
- 美食獵人劇場版 美食神的超級秘寶（薩尼）
- 白箱劇場版（稻浪良和）

### 網路動畫
2015年
- 怪物彈珠（支配者）

2019年
- 齊木楠雄的災難 始動篇（齊木國春[14]）[注 1]

2020年
- 超级七龙珠群雄（象帕）

### 遊戲
- 格鬥天王系列（Kusanagi、霧島翔）
  - 格鬥天王'99
  - 格鬥天王2000
  - 格鬥天王2002
  - 格鬥天王2003
  - 格鬥天王2002 UM
  - 格鬥天王 for GIRLS
  - 格鬥天王全明星
- 七龍珠系列（象帕）
  - 七龍珠群雄
  - 超级七龙珠群雄
  - 七龍珠Z Extreme Butoden
- 傳說對決Arena of Valor（拉茲）
- 魔法禁书目录 幻想收束（「蹂躙的爪牙」馬可西亞斯）

### 外語配音

#### 電影
- 兩小無猜（達德〈克雷格·馬里奧特〉）※LD版。
- 魔宮帝國（劉鋼（英语：Liu Kang）〈仇云波〉）※DVD、BD版。
- 絕命終結站4（亨特·溫諾斯基〈尼克·贊諾〉）

#### 動畫
- 變形金剛系列
  - 變形金剛：重機械系列（銀狼／天暴、Motorcycle Drones）
  - 變形金剛（銀狼）
  - 變形金剛進化版（營救車）
  - 變形金剛：領袖之證（硬殼）

### 電視劇
- こおろぎ橋（1978年）
- 1年B組新八老師（日语：1年B組新八先生）（1980年）佐古光
- 生、母（1981年5月7日）
- オサラバ坂に陽が昇る（日语：オサラバ坂に陽が昇る）（1983年）
- 輝耀姬的初體驗!?（1985年7月1日）
- 水手服反叛同盟（日语：セーラー服反逆同盟）（1986年－1987年）
- 23劇場（日语：ドラマ23）「典奴！」（1987年11月2日）
- 帰ってきちゃった（日语：帰ってきちゃった）（1993年）新聞記者
- 宝引の辰捕者帳（日语：宝引の辰捕者帳）（1995年）半次
- 歡迎來到綠林寮 ～青春男子寮日誌～（2008年）旁白、18年前の緑林寮寮長 岩田

### 電影
- 夕（1977年）
- おれは男だ！完結編（日语：おれは男だ!）（1987年，松竹配給）岸田進／劍道社社員
- EAT&RUN（日语：EAT&RUN）（2001年）黑川、增田巡査
- Wonderful World（日语：Wonderful World (映画)）（2010年）[注 2]

### 舞台
- The Back at 37℃

### 節目演出
- 鈴村健一挑！ (DVD) （2004年3月24日）
- SOUL IGNITION 岩田光央×鈴村健一 SWEET IGNITION FIRST LIVE (DVD)（2006年9月29日）
- Sweet Ignition Thank You 39LIVE DX（2007年4月25日）
- Sweet Ignition DX IWATE  Walker（2007年7月27日）
- Sweet Ignition DX Domino DREAM MAKERS（2007年）
- DVD『V Spring Live』（Sweet Ignition·AN'S ALL STARS）（2008年7月27日）
- アニソン★カフェ ゆめが丘（日语：アニソン★カフェ ゆめが丘）（神奈川電視台，嘉賓演出）
- Original Entertainment Paradise  DVD
- 妄想ビーム（日语：妄想ビーム）
- 年忘れ番宣部長SP〜 今宵、私は宴会部長2009（日语：番宣部長）（AT-X）－2009年12月20日，MC
- ドーリィ☆バラエティ HYPER ViSUADOLL MOVIE（日语：ドーリィ☆バラエティ）（第21回、第22回嘉賓）
- Kiramune Music Festival系列（CONNECT名義）
  - Kiramune Music Festival 2009 Live DVD
  - Kiramune Music Festival 2010 Live DVD
  - Kiramune Music Festival 2012 Live DVD
  - Kiramune Music Festival 2013 Live DVD & Blu-ray

### 特攝影集
2009年
- 侍戰隊真劍者（山颪的配音）

2011年
- 海賊戰隊豪快者（畢巴布的配音）

2015年
- 手裏劍戰隊忍忍者（妖怪煙羅煙羅的配音[15]）

2016年
- 動物戰隊獸王者（庫巴魯的配音[16]）

### 廣播節目
- 歡迎來到綠林寮放送局（文化放送：1993年4月11日－7月4日）
- 我的真理美眉（日语：ぼくのマリー）（文化放送：1995年7月－9月）
- 宮村優子的一起去投直球吧！（日语：宮村優子の直球で行こう!）（大阪放送、日本電台：1996年10月－2000年9月）
- 瞳與光央的爆發廣播（日语：瞳と光央の爆発ラジオ）（大阪放送、日本電台、KBC九州朝日放送：1996年10月－2001年3月）
- 岩田光央と???のVナビ（日语：岩田光央と???のVナビ）（大阪電台：2001年4月7日－9月29日）
- 愛光央！（文化放送：2001年4月8日－9月30日）
- 豐嶋真千子、岩田光央 Aspara FUN!!（日语：豊嶋真千子・岩田光央 アスパラFUN!!）（大阪放送、文化放送、日本電台：2001年10月－2003年9月）
- 岩田光央、鈴村健一 Sweet Ignition（日语：岩田光央・鈴村健一 スウィートイグニッション）（大阪電台：2003年4月5日－）
- 中原麻衣、岩田光央のラジオネレイス（日语：中原麻衣・岩田光央のラジオネレイス）（TE-A room（日语：Showgate RADIO）：2004年2月11日 - 9月4日）
- 店長候補生 HYPER WAVE（日语：アニメ店長B'店長候補生）（アニスパ（日语：A&G 超RADIO SHOW〜アニスパ!〜）內的單元）（文化放送、BSQR489（日语：BSQR489）：2004年4月3日－2007年3月31日）
- DIEBUSTER WEB RADIO TOP！LESS（日语：DIEBUSTER WEB RADIO TOP! LESS）（音泉：2005年10月4日－2007年4月3日）
- 店長！子安·岩田VOICE（AnimateTV（日语：アニメイトタイムズ）：2006年6月－2009年12月）
- 「ネオロマンス·ライヴ HOT！10 Count down Radio」（Lantis web radio：2006年10月－2007年3月，與谷山紀章搭檔主持）
- 「ネオロマンス♥ライヴ HOT！10 Count down Radio II Huu！（日语：ネオロマンス・ライヴ HOT! 10 Count down Radio II Huu!）」（Lantis web radio：2007年5月－11月，與小野大輔搭檔主持）
- 岩田光央的超廣播！（日语：岩田光央の超ラジ!）（超！A&G+：2008年4月10日－2010年9月30日）
- 超！A&G+年越しスペシャル 4時間生でモゥ大変！2009（超！A&G+：2008年12月31日－2009年1月1日)
- 砂糖？（ListenRadio：2014年10月7日－）
- "回覧版"『優住』（超！A&G+：2014年10月10日－）[17]
- 岩田光央與東內麻里子的新節目（大阪電台：2015年2月6日－3月27日）
- 光央（大阪電台：2015年4月5日－）
- 光央とMachicoのカフェ·ド·ボイス·ダイアリー（日语：メゾン・ド・イーコエ#101号室：カフェ・ド・ボイス・ダイアリー）（ListenRadio→超！A&G+：2015年4月7日－）

### 廣播劇CD
- ANIMAL-X（淺羽湊）
- 淘氣小親親（須藤前輩）
- ガートルードのレシピ（日语：ガートルードのレシピ）
- 怪物王女 廣播劇CD「放浪王女」（莫·格拉）
- 極道漫遊紀外 ～生血聖女～（／）
- 極道漫遊記外1 極道（／）
- 歡迎來到綠林寮（池田光流）
- 超級機器人大戰 ORIGINAL GENERATION THE SOUND CINEMA Vol.2（卡伊爾·濱）
- TIME CRISIS（日语：タイムクライシス）（理查·米勒）
- 超兄貴Show（ 等）
- 天外魔境系列
  - 天外魔境 映像的電子蓄音盤（OVA主題歌曲）
  - 天外魔境History Perfect Graffiti（OVA主題歌曲）
  - CD廣播劇 天外魔境 (1) 風雲カブキ伝 アメリケン異聞 凱旋公開！カブキ伝顛末記（日语：天外魔境 風雲カブキ伝#CD）（吉賴亞）
  - 廣播劇CD 天外飯店（吉賴亞）
- 廣播劇CD CHROME BREAKER（日语：クロム・ブレイカー）
- 廣播劇CD ゲノム（日语：ゲノム_(漫画)）
- BASARA ～謀略之城～（羽柴秀吉）
- 話違
- WILD ARMS Advanced 3rd（日语：ワイルドアームズ アドヴァンスドサード） Original Drama（薛迪）
- 電腦戰機Virtual-On（日语：電脳戦機バーチャロン） CyberNet Rhapsody（塔克）
- 電腦戰機Virtual-On COUNTERPOINT 009A（塔克）
- 勇者王系列（麥克·桑達斯13世）
  - 廣播劇特別篇2 ～機器人闇酷冒險記～
  - 廣播劇特別篇3 ～最強勇者美女軍團～
- Liar×Liar（佐助[18]）[注 3]

### 廣告
- バルサン（日语：バルサン）（本人演出）
- 日清 拉麵王（〃）
- 森永彈珠汽水
- Soft in 1（日语：ソフトインワン）
- 村田製作所
- 肯德基（篇）
- 先鋒LDC 變形金剛影像廣告（銀劍）
- Takara DX&（麥克·桑達斯13世）
- Takara Tomy 必消帳的卡片遊戲（膠碎仔）
- 日立（汽車系統篇）
- アニ店特急 2008 夏（日语：アニ店特急）廣告（電台廣告）－由廣播節目『岩田光央、鈴村健一 Sweet Ignition（日语：岩田光央・鈴村健一 スウィートイグニッション）』的主持人岩田光央、鈴村健一在節目中近行的宣傳廣告。
  - 面電王 
  - 店長  店長候補生（蒙面·山田聖德：大宮店一日店長）
- DMM.com
- 日産
- NTT Communications（日语：NTTコミュニケーションズ）
- NTTdocomo（電台廣告）
- 寶礦力水特
- スカパー（日语：スカパー）
- SHOWA NOTE（日语：ショウワノート） 企鵝找麻煩、膠碎仔共演的文具廣告系列（膠碎仔）

### 其他
- Oha Suta（ひきだしあけお）
- 早安競技場（膠碎仔的配音）
- ぼくとわたしの恋愛事情（日语：ぼくとわたしの恋愛事情）（伊旺）
- ケシて見のカスな！デュエル·マスターズ 夏の大召喚スペシャル（膠碎仔）

## 歌曲列表
|      | 發行日期       | 單曲名稱                                       | 規格編號   |
| ---- | -------------- | ---------------------------------------------- | ---------- |
| 1st  | 1995年7月21日  |                                                | VIDL-10679 |
| 2nd  | 1997年3月5日   | Goin' My Speedway                              | KEDH-1008  |
| 3rd  | 1998年9月23日  | オー·チンチン／おっぱいがいっぱい／SLAVE&QUEEN | VIDL-30357 |
| 4th  | 2007年9月26日  | M                                              | LACM-4413  |
| 5th  | 2007年10月24日 | S                                              | LACM-4428  |
| 6th  | 2008年8月27日  | 官能ダンシング/トウメイグラス                  | LACM-4522  |
| 7th  | 2010年10月27日 | フルーツマン                                   | LACM-4755  |
| 8th  | 2011年7月27日  | ウェイクアップ ベイベェ ウェイクアップ！       | LACM-4835  |
| 9th  | 2012年12月5日  | GO AHEAD！                                     | LACM-14039 |
| 10th | 2013年7月31日  | グラスホッパー                                 | LACM-14119 |

### 專輯
|     | 發行日期       | 專輯名稱   | 規格編號   |
| --- | -------------- | ---------- | ---------- |
| 1st | 1997年4月9日   | 話違       | VICL-859   |
| 2nd | 1999年9月22日  | 毒         | VICL-60461 |
| 3rd | 2003年4月25日  |            | KSCA-29171 |
| 4th | 2004年10月27日 | CHEER UP！ | KECH-1316  |
| 5th | 2007年2月7日   | CORE       | LHCA-5062  |
| 6th | 2009年5月27日  |            | LACA-5912  |

### 角色歌曲
- 頭文字D CD「Vocal Battle」／NIGHT FEVER（原曲、歐陸節拍）
- 美食獵人 角色精選II、美食獵人 角色歌曲集／得

## 腳註

## 外部連結
- 青二Production公式官網的聲優簡介 （日語）
- 岩田光央 Lantis web site （页面存档备份，存于） （日語）
- 岩田光央的X（前Twitter） （日語）
- （日語）－與的合音組合官方Twitter。
- 岩田光央的Instagram帳戶 （日語）
- －與的合音組合官方部落格。
- 岩田光央的聲優道 （日語）（2014年7月12日最後查閱）
- 岩田光央的聲優道，完整中文翻譯 （页面存档备份，存于） （繁體中文）（2014年7月12日最後查閱）